# 鱷神鱷屬
鱷神鱷屬（屬名：Iharkutosuchus）是鱷形超目海氏鱷科的一屬，是種基礎型真鱷類。
化石發現於匈牙利西部的Csehbánya組，地質年代為白堊紀晚期的桑托階。正模標本（編號MTM 2006.52.1）是一個接近完整的頭顱骨。除此之外，還發現數個部分頭顱骨、數塊脫落的頭部骨頭、眾多牙齒。在2007年，這些化石被敘述、命名。模式種是麥氏鱷神鱷（I. makadii），屬名是以化石發現處的Iharkút為名，種名則是以研究人員László Makádi為名。
鱷神鱷是種小型鱷形類，頭顱骨長度為11.1公分，估計完整身長約0.8公尺。頭顱骨低矮，口鼻部寬，是異齒型動物。某些牙齒表面複雜，具有多個齒尖，類似哺乳動物的牙齒。根據頭顱骨結構，牠們可能有零活的下頜關節，可以作出磨碎食物的動作。研究人員根據牙齒型態、頜部關節特徵，推測鱷神鱷是植食性動物，以多纖維的植物為食。